# 下松駅 (大阪府)
下松駅（しもまつえき）は、大阪府岸和田市下松町三丁目にある、西日本旅客鉄道（JR西日本）阪和線の駅である。駅番号はJR-R39。

## 概要
山口県下松市にある、山陽本線の下松（くだまつ）駅と区別するため、切符の発駅部分には「（阪）下松」と印字される。2019年3月以降はICOCAの使用履歴は同駅（2022年3月12日よりICOCA導入）と区別するために「シモマツ」と片仮名表記されるようになった。
阪和線では最も遅く開業した駅であり、以後国鉄分割民営化でJR西日本になってからも、阪和線内に新規開業した駅は存在しない。

## 歴史
岸和田市が総工費7億円を全額負担して建設された請願駅である。

### 年表
- 1984年（昭和59年）4月1日：国鉄阪和線の久米田駅 - 東岸和田駅間に新設開業[2]。
- 1987年（昭和62年）4月1日：国鉄分割民営化により、西日本旅客鉄道（JR西日本）の駅となる[4]。
- 1993年（平成5年）7月1日：阪和線運行管理システム（初代）導入。
- 1998年（平成10年）6月4日：自動改札機を設置し、供用開始[5]。
- 2003年（平成15年）11月1日：ICカード「ICOCA」の利用が可能となる[6]。
- 2013年（平成25年）9月28日：阪和線運行管理システムを2代目のものに更新。
- 2016年（平成28年）
  - 7月28日：みどりの窓口の営業を終了。
  - 7月29日：みどりの券売機プラスの稼働を開始。
- 2017年（平成29年）10月22日：東岸和田駅周辺の高架化が完了することに伴い東岸和田駅の場所が移動するため、当駅から東岸和田駅の駅間営業キロが1.5 kmから1.4 kmに変更される[1]。
- 2018年（平成30年）3月17日：駅ナンバリングが導入され、使用を開始。
- 2024年（令和6年）8月23日：みどりの券売機プラスを撤去[7]。

## 駅構造

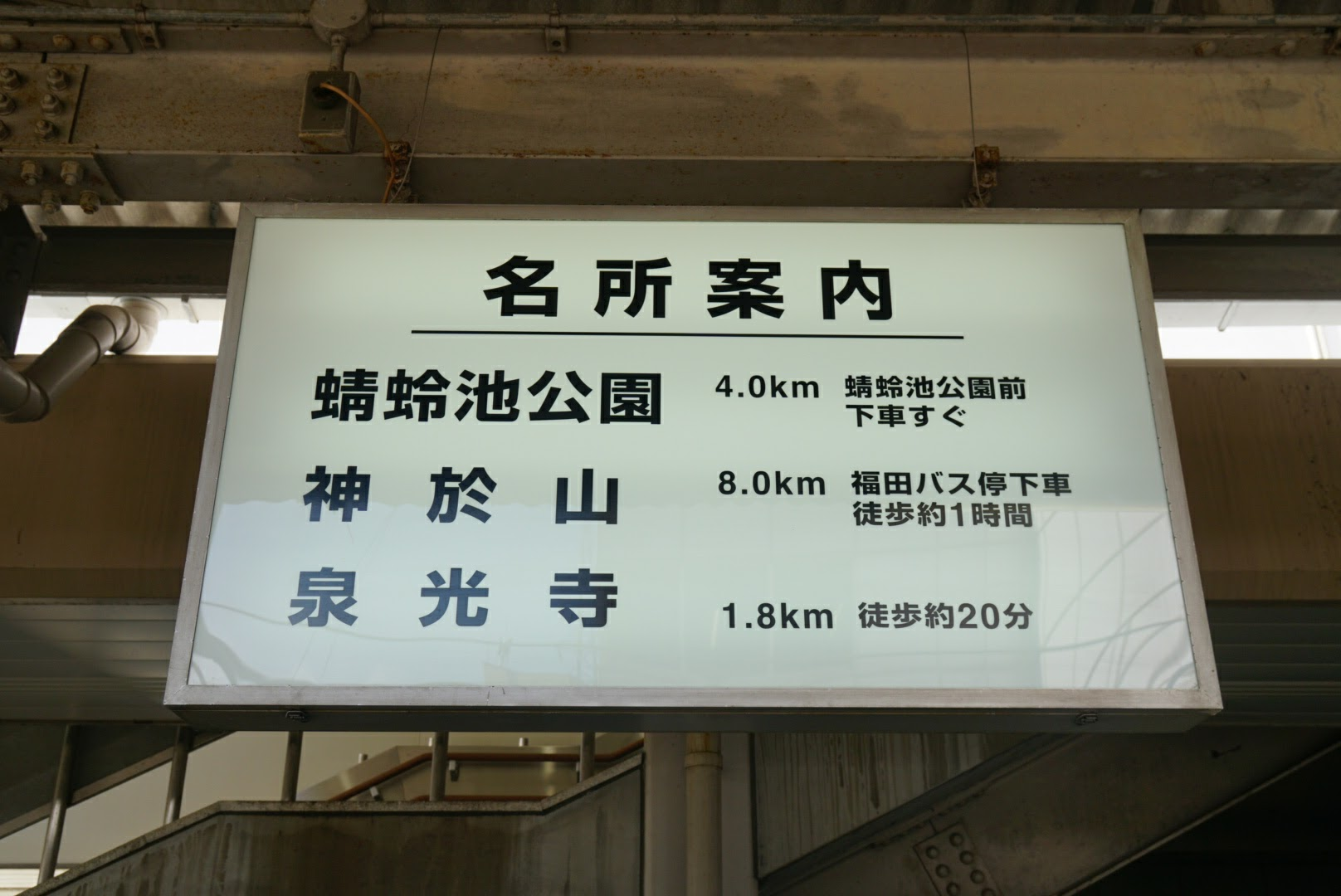
名所案内板（2019年4月）

ホーム有効長140mの相対式ホーム2面2線を持つ地上駅で、橋上駅舎を有する。分岐器のない棒線駅の構造であるが、踏切長時間鳴動対策のために駅前後の信号機が絶対信号機に変更されたため、停留所ではない。改札口は1ヶ所のみ。
和泉府中駅が管理し、JR西日本交通サービスが駅業務を受託する業務委託駅である。ICカード「ICOCA」を利用することができる（相互利用可能ICカードはICOCAの項を参照）。
ホームには上野芝駅と同じタイプの列車接近案内機が設置されている。

### のりば
| のりば | 路線   | 方向 | 行先                       |
| ------ | ------ | ---- | -------------------------- |
| 1      | 阪和線 | 下り | 熊取・関西空港・和歌山方面 |
| 2      | 阪和線 | 上り | 鳳・天王寺・大阪方面       |

## 利用状況
2023年（令和5年）度の一日平均乗車人員は3,587人である。
各年度の1日の平均乗車人員は以下の通りである。
| 年度               | 1日平均 乗車人員 | 出典          |
| ------------------ | ---------------- | ------------- |
| 1988年（昭和63年） | 2,867            | [ 大阪府 1 ]  |
| 1989年（平成元年） | 3,036            | [ 大阪府 1 ]  |
| 1990年（平成02年） | 3,195            | [ 大阪府 2 ]  |
| 1991年（平成03年） | 3,324            | [ 大阪府 3 ]  |
| 1992年（平成04年） | 3,337            | [ 大阪府 4 ]  |
| 1993年（平成05年） | 3,491            | [ 大阪府 5 ]  |
| 1994年（平成06年） | 3,607            | [ 大阪府 6 ]  |
| 1995年（平成07年） | 3,674            | [ 大阪府 7 ]  |
| 1996年（平成08年） | 3,828            | [ 大阪府 8 ]  |
| 1997年（平成09年） | 3,758            | [ 大阪府 9 ]  |
| 1998年（平成10年） | 3,839            | [ 大阪府 10 ] |
| 1999年（平成11年） | 3,788            | [ 大阪府 11 ] |
| 2000年（平成12年） | 3,764            | [ 大阪府 12 ] |
| 2001年（平成13年） | 3,647            | [ 大阪府 13 ] |
| 2002年（平成14年） | 3,635            | [ 大阪府 14 ] |
| 2003年（平成15年） | 3,446            | [ 大阪府 15 ] |
| 2004年（平成16年） | 3,374            | [ 大阪府 16 ] |
| 2005年（平成17年） | 3,297            | [ 大阪府 17 ] |
| 2006年（平成18年） | 3,279            | [ 大阪府 18 ] |
| 2007年（平成19年） | 3,318            | [ 大阪府 19 ] |
| 2008年（平成20年） | 3,337            | [ 大阪府 20 ] |
| 2009年（平成21年） | 3,369            | [ 大阪府 21 ] |
| 2010年（平成22年） | 3,489            | [ 大阪府 22 ] |
| 2011年（平成23年） | 3,598            | [ 大阪府 23 ] |
| 2012年（平成24年） | 3,676            | [ 大阪府 24 ] |
| 2013年（平成25年） | 3,745            | [ 大阪府 25 ] |
| 2014年（平成26年） | 3,702            | [ 大阪府 26 ] |
| 2015年（平成27年） | 3,821            | [ 大阪府 27 ] |
| 2016年（平成28年） | 3,846            | [ 大阪府 28 ] |
| 2017年（平成29年） | 3,892            | [ 大阪府 29 ] |
| 2018年（平成30年） | 3,956            | [ 大阪府 30 ] |
| 2019年（令和元年） | 3,878            | [ 大阪府 31 ] |
| 2020年（令和02年） | 3,252            | [ 大阪府 32 ] |
| 2021年（令和03年） | 3,407            | [ 大阪府 33 ] |
| 2022年（令和04年） | 3,582            | [ 大阪府 34 ] |
| 2023年（令和05年） | 3,587            | [ 大阪府 35 ] |

## 駅周辺
- スーパーサンエー上松店
- 大阪府道30号大阪和泉泉南線
- 大阪府立久米田高等学校（徒歩8分）
- 市立岸和田市民病院（徒歩6分）
- オークワウィンディ岸和田店
- DCMダイキ岸和田東店
- 万代東岸和田店
- 国道26号
- 岸和田市立産業高等学校（徒歩10分）
- 日本郵便 岸和田下松郵便局

## バス路線
東口の駅前ロータリーから発着している。
南海ウイングバス（下松駅前停留所）
- 622・622V・623・623V・624・624V：道の駅愛彩ランド　蜻蛉池公園
- 622・622V・623・623V：岸和田駅前

岸和田市地域巡回ローズバス（下松駅前停留所）
いずれも、岸和田駅前始発・終着の循環運行である。
- 北ループ
- 南ループ

## 隣の駅
西日本旅客鉄道（JR西日本）
 阪和線
■関空快速・■紀州路快速・■快速・■直通快速
通過
■区間快速・■普通
久米田駅 (JR-R38) - 下松駅 (JR-R39) - 東岸和田駅 (JR-R40)

### 記事本文